# Dovyalis caffra

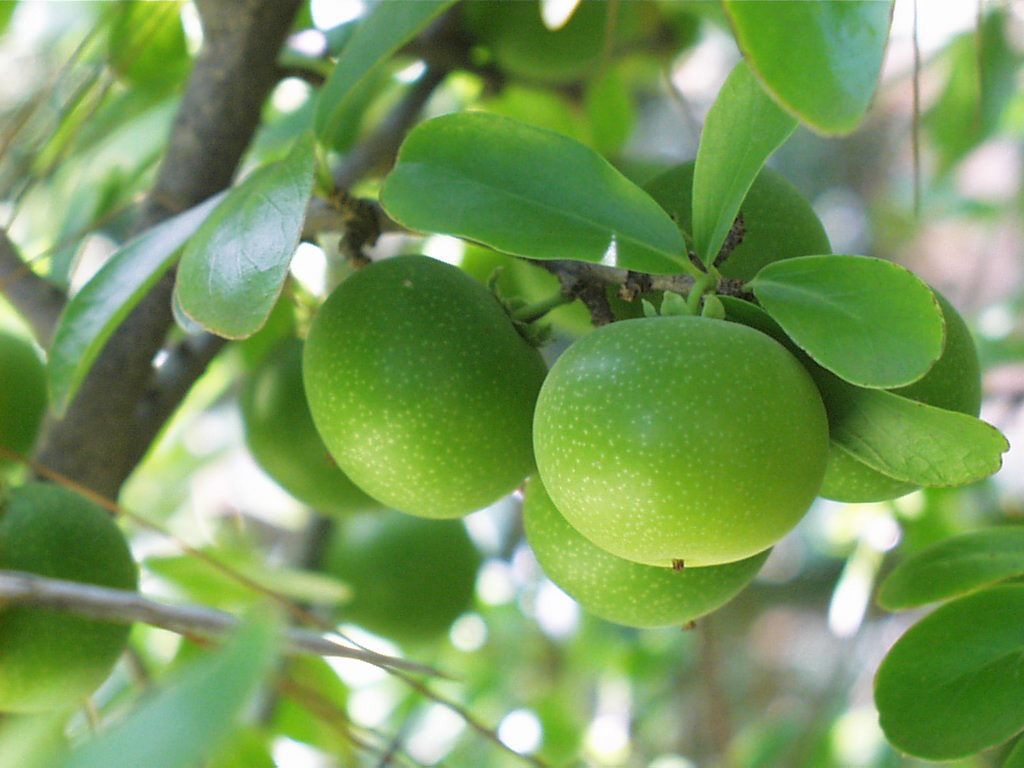
Fruto de Dovyalis caffra.

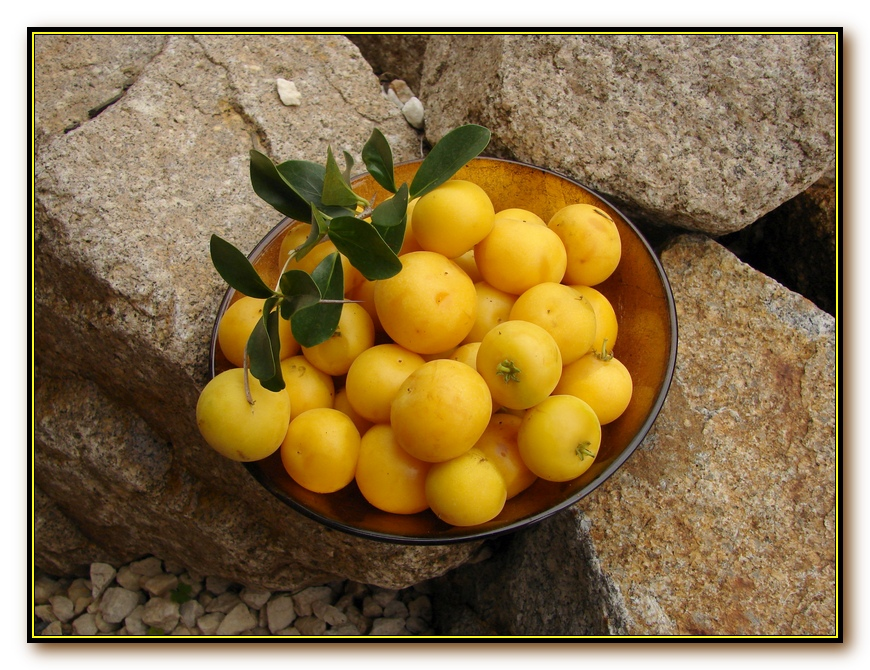
Frutos

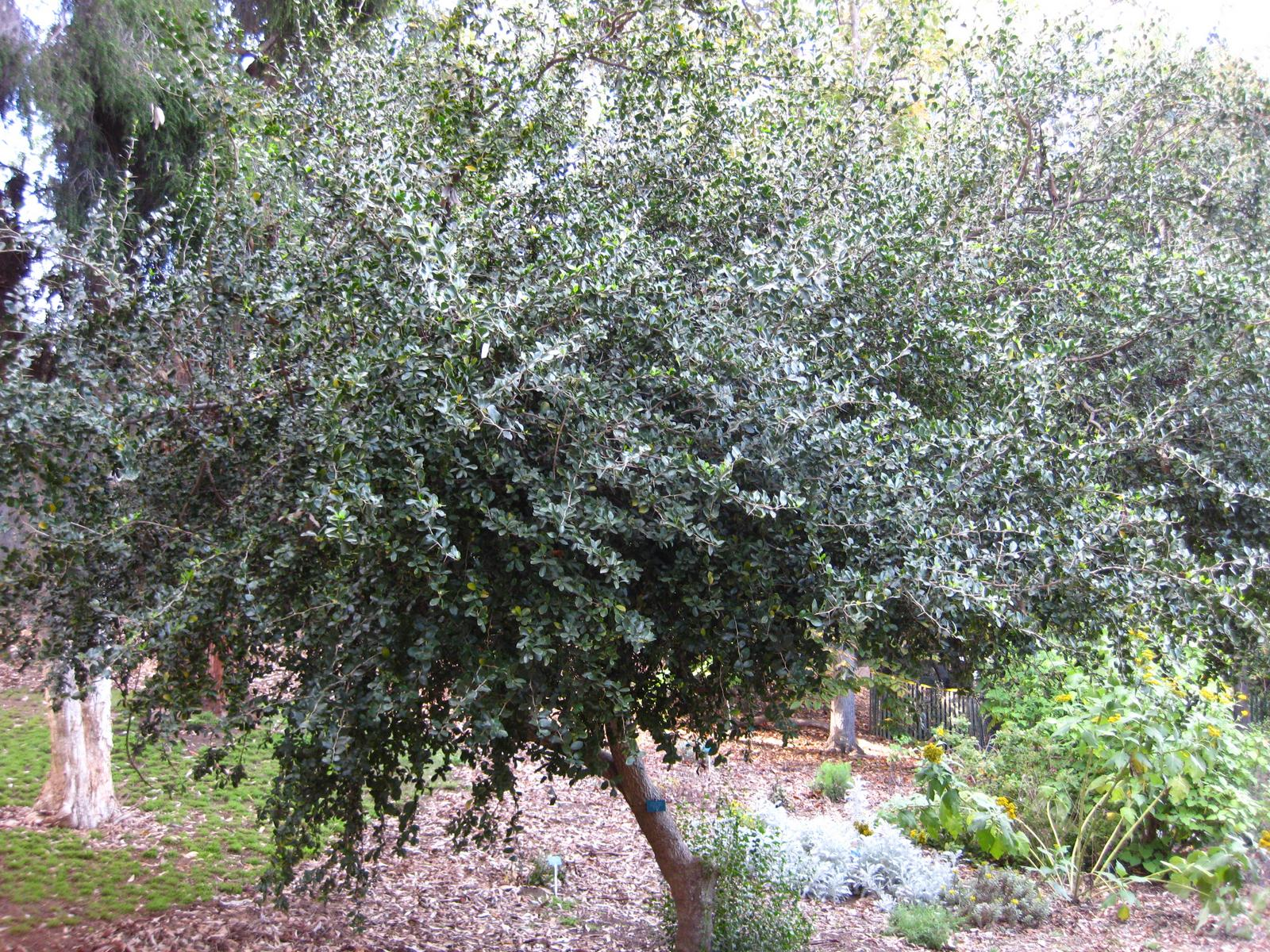
Vista de la planta

Dovyalis caffra Warb., la kayaba,  umkokola, "manzana" kei, o caffra, es un árbol de talla mediana a grande, nativo del sur de África. Su distribución se extiende desde el río Kei en el sur (del cual deriva su nombre común), hacia el norte, por el este del continente, hasta Tanzania. Los frutos maduros son comestibles y sabrosos, reminiscentes de una pequeña manzana.

## Descripción
Puede encontrarse en bosques secos, pudiendo alcanzar en ellos una altura de 6 m. En bosques más húmedos puede llegar a su talla máxima, que es de entre 8 y 9 metros. Es un árbol más bien desaliñado, con espinas afiladas de entre 3 y 6 cm de longitud, situadas en las axilas de las hojas. De la base de las espinas nacen racimos de hojas simples aovadas alternas, de entre 3 y 6 cm de largo.
Las flores son inconspicuas, solitarias o arracimadas, sin pétalos. Es una planta dioica, con flores masculinas y femeninas en plantas separadas. Sin embargo algunas plantas son partenogenéticas.
El fruto es una baya comestible, amarilla o naranja, globosa, de 2.5-4 cm de diámetro, con la piel y la carne de un color uniforme, que contiene varias pequeñas semillas. La producción es con frecuencia copiosa, sucediendo que los frutos doblan con su peso las ramas durante el verano. Son jugosos, sabrosos y ácidos.

## Cultivo y usos
Su cultivo es similar al de la más conocida "grosella" espinosa de Ceilán (Dovyalis hebecarpa), también conocida como ketembilla  y kitambilla. 
Cultivada cómo una planta alimenticia tradicional en África, este poco conocido fruto tiene el potencial de mejorar la nutrición, estimular la seguridad alimentaria, fomentar el desarrollo rural, suponiendo una protecciòn sostenible de la tierra.
Los frutos son tradicionalmente consumidos en comidas secas, o rociadas con azúcar para contrarrestar su acidez natural. Aparte de poder ser consumida fresca, con la fruta se puede elaborar en mermelada, y también como un popular encurtido, o ser usada en postres,entre otras preparaciones. 
En muchas partes de Kenia, esta especie se usa principalmente para cercas y se puede encontrar como plántulas para este propósito.
Aunque es nativo de África, se ha introducido en el Mediterráneo, California, Florida y otras regiones con climas subtropicales y templados con inviernos suaves. En esos lugares es con frecuencia cultivado como planta ornamental, siendo popular como un impenetrable seto. Es tolerante a la sal- y la sequía, es muy útil para ambientes costeros en regiones secas.
Aunque es una especie subtropical, esta especie es capaz de soportar hasta −6 °C. Quien desee obtener frutos debe conseguir plantas femeninas, que tardan cuatro años en dar fruto. La especie se propaga por semilla.

## Taxonomía
Dovyalis caffra fue descrita por (Hook.f. & Harv.) Warb. y publicado en Die Natürlichen Pflanzenfamilien 3(6A): 44, en el año 1894.
Sinonimia
- Aberia caffra Hook. f. & Harv. basónimo[3]